# Prionodon elongatus
Prionodon elongatus là một loài rêu trong họ Prionodontaceae. Loài này được (Hook. f. & Wilson) A. Jaeger mô tả khoa học đầu tiên năm 1877.